# Desmeocraera principalis
Desmeocraera principalis är en fjärilsart som beskrevs av Sergius G. Kiriakoff 1958. Desmeocraera principalis ingår i släktet Desmeocraera och familjen tandspinnare. Inga underarter finns listade i Catalogue of Life.